# Alessano
Alessano es una localidad italiana de la provincia de Lecce, región de Puglia, con 6.560 habitantes. Está ubicada en el cabo de Santa María de Leuca, en el extremo sureste del país.

Ubicación de la ciudad de Alessano dentro de la provincia de Lecce.

## Evolución demográfica
| Gráfica de evolución demográfica de Alessano entre 1861 y 2001 |
|                                                                |
| Fuente ISTAT - elaboración gráfica de Wikipedia                |